# پرسی جکسون و المپ‌نشینان: دزد آذرخش (فیلم)
پرسی جکسون و المپ‌نشینان: دزد صاعقه (به انگلیسی: Percy Jackson & the Olympians: The Lightning Thief) نام یک فیلم فانتزی ماجرایی به کارگردانی کریس کلمبوس محصول سال ۲۰۱۰ آمریکاست. فیلم اقتباسی از رمانی به همین نام نوشته ریک ریوردن است. از بازیگران این فیلم می‌توان به لوگن لرمان در نقش پرسی جکسون و براندون تی.جکسون در نقش گراور اشاره کرد.
فیلم در اولین هفته اکران خود در سینماهای آمریکا ۴۰ میلیون دلار فروش داشت.
این فیلم در ۱۲ فوریه ۲۰۱۰ اکران شد.

## داستان
در بالای ساختمان امپایر استیت، پوزئیدون و زئوس یکدیگر را ملاقات می‌کنند. زئوس اشاره می‌کند که ابرها برق ندارند و این نشان می‌دهد که آذرخش دزدیده شده‌است. او گمان می‌کند که پسر پوسایدون آذرخش را دزدیده‌است و ۱۴ روز به پوسایدون وقت می‌دهد که آذرخش را برگرداند و اگر این کار را نکند میان آن‌ها جنگ درمی‌گیرد.

## بازیگران
- لوگان لرمان در نقش پرسی جکسون. کسی که گمان می‌رود آذرخش را دزدیده‌است.
- براندون تی.جکسون در نقش گراور، محافظ و دوست صمیمی پرسی جکسون.
- الکساندرا داداریو در نقش آنابس.
- پیرس برازنان در نقش کایرون.